# تخت‌نیزه‌دندان
تخت‌نیزه‌دندان (نام علمی: Platybelodon) نام یک سرده از شاخه طنابداران است.